# 粟野村 (山口県)
粟野村（あわのそん）は、山口県豊浦郡にあった村。現在の下関市豊北町大字粟野にあたる。

## 地理
- 海洋：響灘
- 山岳：大浦岳、粟野嶽、宝蔵山、ザレ山、串山
- 河川：粟野川

## 歴史
- 1889年（明治22年）4月1日 - 町村制の施行により、近世以来の粟野村が単独で自治体を形成。
- 1955年（昭和30年）4月1日 - 神玉村・角島村・神田村・阿川村・滝部村・田耕村および宇賀村の一部（大字北宇賀）と合併して豊北町が発足。同日粟野村廃止。

## 交通

### 鉄道路線
- 日本国有鉄道
  - 山陰本線
    - 長門粟野駅